# Agathe Yi
Pour les articles homonymes, voir Sainte Agathe et Agathe Yi (homonymie).
Agathe Yi (en coréen 이 아가타) est une laïque chrétienne coréenne, née en 1824 à Séoul en Corée, morte à 16 ans le 9 janvier 1840.
Reconnue martyre et béatifiée en 1925 par Pie XI, elle est solennellement canonisée à Séoul par le pape Jean-Paul II le 6 mai 1984 avec 102 autres martyrs de Corée. 
Sainte Agathe Yi est fêtée le 9 janvier et le 20 septembre.

## Biographie
Agathe Yi naît en 1824 à Séoul, au sein d'une famille catholique. Elle est la fille d'Augustin Yi Kwang-hŏn et de Barbara Kwon Hŭi.
Éduquée dans la foi catholique de ses parents, elle est arrêtée le même jour qu'eux, le 8 avril 1839. 
En prison, Agatha Yi subit des interrogatoires, et elle est torturée plusieurs fois. Le chef des policiers essaye de la persuader de renoncer à sa foi. Comme il n'y arrive pas, il essaye alors de vaincre sa résistance par la violence pour la forcer à renier sa foi. Il est surpris que même la violence ne soit pas efficace contre elle. Mais Agathe Yi endure les menaces comme les tortures avec un tel courage que les gens qui l'entourent peuvent croire à la force de la grâce divine qui la soutient.
Entourée de gardiens de prison qui sont parfois comme des bêtes, Agathe Yi peut cependant préserver sa virginité au milieu d'eux, ce qui semble tenir du miracle. Voulant la piéger, les gardiens lui mentent en lui affirmant que ses parents ont abandonné leur foi et sont sortis libres de la prison. Elle leur répond pour elle-même et pour son frère Damien en leur disant : « Que nos parents nient ou non leur religion, ce n'est pas notre affaire. Nous ne pouvons pas nier Dieu ! ».
Agathe Yi est fouettée plusieurs centaines de fois, et elle est battue 90 fois. Elle se perd pas courage au milieu de ces souffrances, bien qu'elle connaisse aussi la soif, la faim, la maladie. En souffrant, elle pense à son père qui a été décapité le 24 mai 1839, et à sa mère martyrisée le 3 septembre 1839. Elle veut les imiter. Après neuf mois d'emprisonnement, Agathe Yi est étranglée mortellement le 9 janvier 1840 à Séoul, à l'âge de 17 ans.

## Canonisation
Agathe Yi est reconnue martyre par décret du Saint-Siège le 9 mai 1925 et ainsi proclamée vénérable. Elle est béatifiée (proclamée bienheureuse) le 6 juin suivant par le pape Pie XI.
Elle est canonisée (proclamée sainte) par le pape Jean-Paul II le 6 mai 1984 à Séoul en même temps que 102 autres martyrs de Corée,. 
Sainte Agathe Yi est fêtée le 9 janvier, jour anniversaire de sa mort, et le 20 septembre, qui est la date commune de célébration des martyrs de Corée.